# Gargara castanea
Gargara castanea är en insektsart som beskrevs av Kato 1928. Gargara castanea ingår i släktet Gargara och familjen hornstritar. Inga underarter finns listade i Catalogue of Life.